# 아시아 태평양 지역 그룹
아시아 태평양 군소도서 개발도상국 지역 그룹(종종 아시아 태평양 또는 아시아 태평양 지역 그룹으로 축약됨)은 5개의 유엔 지역 그룹 중 하나이며 아시아 및 오세아니아의 53개 회원국으로 구성된다.

## 회원국

### 아시아 지역
- 네팔
- 대한민국
- 동티모르
- 라오스
- 레바논
- 말레이시아
- 몰디브
- 몽골
- 미얀마
- 바레인
- 방글라데시
- 베트남
- 부탄
- 브루나이
- 사우디아라비아
- 스리랑카
- 시리아
- 싱가포르
- 아랍에미리트
- 아프가니스탄
- 예멘
- 오만
- 요르단
- 우즈베키스탄
- 이라크
- 이란
- 인도
- 인도네시아
- 일본
- 조선민주주의인민공화국
- 중화인민공화국
- 카자흐스탄
- 카타르
- 캄보디아
- 쿠웨이트
- 키르기스스탄
- 키프로스
- 타지키스탄
- 태국
- 투르크메니스탄
- 파키스탄
- 필리핀

### 태평양 지역
- 나우루
- 마셜 제도
- 미크로네시아 연방
- 바누아투
- 사모아
- 솔로몬 제도
- 통가
- 투발루
- 파푸아뉴기니
- 팔라우
- 피지

## 배치

초록색으로 칠해진 나라가 아시아 태평양 지역 그룹 회원국이다.

### 안전 보장 이사회
아시아 태평양 지역 그룹은 현재 유엔 안전 보장 이사회에서 3석을 보유하고 있으며 2석은 비상임, 1석은 상임이다.

### 경제 사회 이사회
아시아 태평양 지역 그룹은 현재 유엔 경제 사회 이사회에서 11석을 보유하고 있다.

### 인권 이사회
아시아 태평양 지역 그룹은 현재 유엔 인권 이사회에서 13석을 보유하고 있다.

### 유엔 총회 의장
1과 6으로 끝나는 해의 5년마다 아시아 태평양 지역 그룹은 유엔 총회 의장을 선출할 자격이 주어진다.

## 같이 보기
- 유엔 지역 그룹
- 유엔 안전 보장 이사회 이사국 목록